# Sergius Paulus
Lucius Sergius Paulus, aussi appelé Serge Paul en français, est un proconsul romain de Chypre sous l'empereur Claude. Il est surtout connu parce qu'il apparaît dans les Actes des Apôtres, un des 27 textes du Nouveau Testament. Il aurait été converti par Barnabé et son auxiliaire Paul de Tarse (saint Paul) alors que ceux-ci menaient une mission évangélisatrice à Chypre vers 45.

## Éléments biographiques
Il apparaît dans les Actes des Apôtres à Paphos, où il est converti à la « Voie du Seigneur Jésus » par Paul et Barnabé, malgré l'opposition de Bar-jésus Élymas. On ne trouve trace d'un sénateur romain nommé Sergius Paulus et de sa famille qu'à Rome et en Asie mineure, où la famille possède une importante propriété. Une borne frontière portant le nom de Sergius a été découverte à Rome en 1887. Elle mentionne la nomination en 47 des curateurs des rives et du lit du Tibre (curator riparum et alvei Tiberis), dont l'un était Sergius. Aucun document à Chypre même n'atteste pour l'instant du proconsulat dans cette île. Il n'a pu entrer en charge à Chypre avant juillet 44. Pour Marie-Françoise Baslez, « il faut situer l'arrivée de Paul à Paphos au cours de l'été 44 pour placer les deux premiers voyages apostoliques avant la conférence de Jérusalem, en 51. »
Sergius Paulus appartenait à une famille implantée sur le haut plateau anatolien, où l'empereur romain Auguste avait constitué la province de Galatie. À la troisième génération, ce descendant des premiers colons d'Antioche de Pisidie avait atteint le rang sénatorial. Toutefois, il possédait toujours un grand domaine à Vétissus en Galatie centrale, exploité par des affranchis. Il avait conservé de nombreuses relations à Antioche de Pysidie, où il maria son fils dans une famille locale. Il y était considéré comme un bienfaiteur de la ville.
Pour Marie-Françoise Baslez, c'est Sergius Paulus qui inspira à Paul et Barnabé le projet d'une mission à Antioche de Pisidie. Il leur donna probablement des lettres de recommandation pour les notables de la colonie, « à moins qu'il ne les ait associés à un voyage d'inspection. » Dès le départ de Chypre les apôtres se dirigent directement sur Antioche de Pisidie « sans s'attarder dans les villes grecques de la côte, pourtant animées, cosmopolites et dotées de communautés juives et romaine. »
Il est le premier d'une série de six sénateurs d'Antioche de Pisidie portant le nom de Sergius Paullus, dont un fut consul suffect en 94, et un autre consul en 168. Le dernier fut le père de Sergia Paulla, épouse de Quintus Anicius Faustus, légat de Numidie et consul suffect en 198, et mère de Quintus Anicius Faustus Paulinus, légat de Mésie inférieure entre 229 et 230.
Des légendes médiévales l'identifient avec Paul de Narbonne ou font un parallèle avec lui.

### Sources
- Christian Settipani, Les Ancêtres de Charlemagne, Éditions Christian, 1989).
- Christian Settipani, Continuité gentilice et continuité familiale dans les familles sénatoriales romaines, à l'époque impériale, mythe et réalité, Linacre, UK: Prosopographica et Genealogica, 2000.
- Marie-Françoise Baslez, Saint Paul, Paris, 2012, éd. Pluriel.